# Odontomelus agrostoides
Odontomelus agrostoides är en insektsart som beskrevs av Nicholas David Jago 1995. Odontomelus agrostoides ingår i släktet Odontomelus och familjen gräshoppor. Inga underarter finns listade i Catalogue of Life.